# Jessica Jaccoud

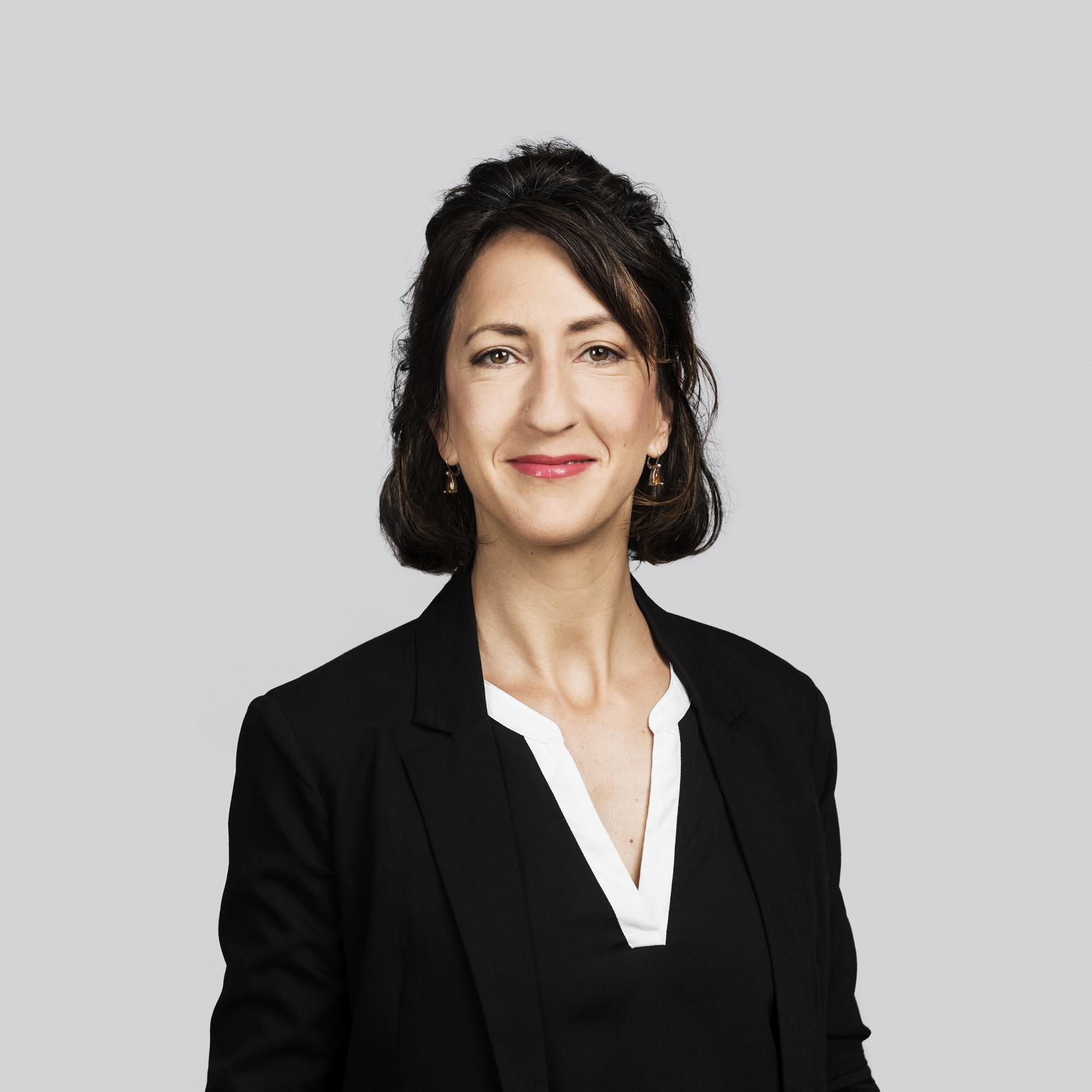
Jessica Jaccoud, 2023

Jessica Jaccoud (* 16. August 1983 in Lausanne; heimatberechtigt in Montilliez) ist eine Schweizer Politikerin (SP). Seit 2023 ist sie Nationalrätin.

## Leben
Jessica Jaccouds Vater ist Ingenieur. Sie hat einen Bruder. Sie lebte zunächst in Crissier und ab 1991 in Nyon.
Nach der Maturität studierte sie Rechtswissenschaften an der Universität Genf und arbeitete vier Jahre lang im Bereich Eventmanagement am UEFA-Sitz in Nyon, bevor sie ihr Studium an der Universität Neuenburg wieder aufnahm. Sie erhielt 2015 ihr Anwaltspatent.
Jaccoud arbeitete zunächst für eine Rechtsschutzversicherung, bevor sie im März 2016 in eine Anwaltskanzlei in Vevey wechselte, in der sie Teilhaberin wurde. Sie ist auf Mietrecht spezialisiert.
Sie ist verheiratet, hat ein Kind und wohnt in Rolle.

## Politik
Jaccoud trat 2010 der SP bei. Sie war von 2011 bis 2018 Mitglied des Gemeinderats (Legislative) von Nyon und ab 2014 Mitglied des Grossen Rats des Kantons Waadt. Ab 2016 war sie Vizepräsidentin der SP Waadt, und von 2018 bis 2022 war sie Präsidentin.
In den Parlamentswahlen 2023 wurde sie in den Nationalrat gewählt.